# 市布駅

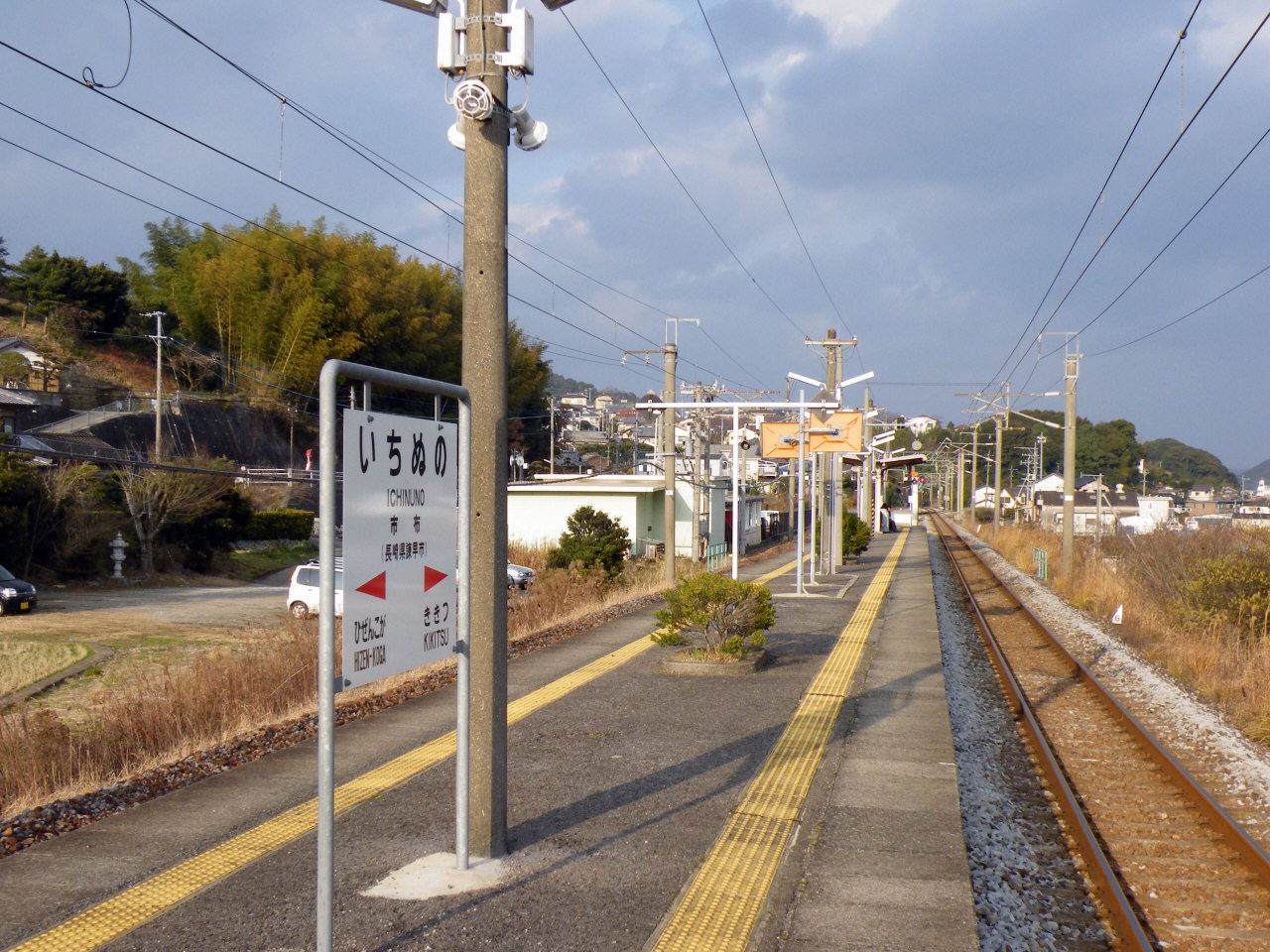
ホーム（2009年1月）

市布駅（いちぬのえき）は、長崎県諫早市多良見町市布にある、九州旅客鉄道（JR九州）長崎本線の駅である。
長崎本線新線ルートを通るシーサイドライナー・普通列車は浦上・喜々津以遠各駅の発車標で「市布経由」と表記される（時刻表では省略）。ちなみに、旧線を通る普通列車（長与行き以外）は時刻表・発車標で「長与経由」と表記される。

## 歴史
- 1972年（昭和47年）10月2日：国鉄の駅として開設[2]。駅員無配置駅[3]。
- 1987年（昭和62年）4月1日：国鉄分割民営化に伴い、JR九州に移管[2]。
- 2012年（平成24年）12月1日：ICカード「SUGOCA」の利用を開始[4]。
- 2022年（令和4年）9月23日：当駅を含め、肥前浜駅 - 長崎駅間が非電化となる。

## 駅構造
島式ホーム1面2線を有する地上駅で、東側（長崎方に向かって左側）の線路が本線の1線スルー配線である。快速「シーサイドライナー」は交換を行わない場合、本線を通過する。
駅舎とホームは地下道で繋がっている。かつては簡易委託駅だったが、2011年春に委託廃止となった。簡易委託駅時代は出札業務のみを受託した人が切符販売を行っていた。また、地下道への入口に自動券売機も1台設置されている。

### のりば
| のりば | 路線      | 方向 | 行先                   |
| ------ | --------- | ---- | ---------------------- |
| 1・2   | ■長崎本線 | 上り | 諫早・江北方面         |
| 1・2   | ■大村線   | 上り | 諫早・早岐・佐世保方面 |
| 1・2   | ■長崎本線 | 下り | 長崎方面               |
| 1・2   | ■大村線   | 下り | 長崎方面               |

（出典：JR九州 駅情報一覧）

## 利用状況
- 2016年度の1日平均乗車人員は272人である[5]。
- 2017年度分から非公表。

| 乗車人員推移 | 乗車人員推移 |
| 年度         | 1日平均人数  |
| ------------ | ------------ |
| 2000         | 285          |
| 2001         | 285          |
| 2002         | 276          |
| 2003         | 281          |
| 2004         | 263          |
| 2005         | 270          |
| 2006         | 271          |
| 2007         | 256          |
| 2008         | 264          |
| 2009         | 261          |
| 2010         | 267          |
| 2011         | 247          |
| 2012         | 273          |
| 2013         | 282          |
| 2014         | 289          |
| 2015         | 276          |
| 2016         | 272          |

## 駅周辺
- 国道34号
- 長崎自動車道・長崎バイパス長崎多良見IC
- 長崎バイパス古賀市布IC
- 喜々津カントリークラブ
- カステラ本家福砂屋 多良見工場
- マックスバリュ長崎インター店
- 長崎県交通局（県営バス）市布駅前 - 国道34号の方まで行くと「市布」や「塚原」の各停留所がある。

## 隣の駅
九州旅客鉄道（JR九州）
■長崎本線
■区間快速「シーサイドライナー」
通過
■快速「シーサイドライナー」・■普通
喜々津駅 - 市布駅 - 肥前古賀駅